# Берестове (Бердянський район)
Берестове́ — село в Україні, у Берестівській сільській громаді Бердянського району Запорізької області. Населення становить 2287 осіб.

## Географія
Село Берестове знаходиться на березі річки Берестова, нижче за течією примикає село Троїцьке. По селу протікає кілька пересихаючих струмків з загатами. Через село проходить автомобільна дорога Т 0819.

## Історія
В X—XI ст. ст. на території Берестового протягом тривалого часу перебували кочові племена. Від тих часів збереглися 14 кам'яних баб.
Село засноване у 1801 році державними селянами — переселенцями з
Полтавської та Чернігівської губерній, які спорудили свої оселі біля невеликої річки. Від заростей береста вздовж берегів здобула назву річка, а за її найменуванням — і село. Тоді ж на берегах річок Берестової та Берди, у яку впадає Берестова, засновано невеликі хутори Довбин, Ланців, Тристанові і Сачки, що мали по 5—7 дворів кожний. У 1806 році в Берестовому вже налічувалося 1846 жителів, у тому числі 1005 чоловіків та 841 жінка.
До 1833 року першопоселенці користувалися такою кількістю землі, яку могли обробити, оскільки вільних ділянок було ще багато. До села прибували все нові й нові групи переселенців, серед них — багато втікачів від кріпацтва з північних губерній України. У зв'язку зі зростанням населення кількість вільних ділянок землі швидко зменшувалась, а 1833 року, коли село стало волосним центром, землю поділили на ревізькі душі; Берестове об'єдналося з навколишніми хуторами в одну земельну общину.
У перші десятиріччя XIX ст. в господарстві селян переважало тваринництво, розводили головним чином овець. Зростання промислових міст після реформи 1861 року посилювало попит на сільськогосподарські продукти, у першу чергу на хліб. У Берестовому, як і в інших селах, головним напрямком господарства стало рільництво, насамперед вирощування пшениці на продаж.
За даними перепису 1886 року в селі налічувалося 1332 двори, проживало близько 10 тис. чоловік, що входили до складу двох общин: Берестівської та Вибоєвської.
Напередодні першої світової війни Берестове було великим селом, де у 2012 дворах проживало 18,6 тис. жителів. Забудова його проходила безпланово, роботи по впорядкуванню не проводилися. Тільки три десятки багатіїв спорудили цегляні будинки, криті черепицею. Переважна більшість селян ставила хати з саману, вкриваючи їх соломою. Садів навколо осель не було, лише в низинних місцях понад річкою з давніх часів збереглися берестові порослі.
Селяни здебільшого обходилися примітивними саморобними меблями, простим домотканим одягом і взуттям власного виготовлення. У невеликих приватних крамницях, що існували в селі, біднота купувала лише сіль, гас, сірники та інші найнеобхідніші речі.
Медична допомога для селян була майже недоступною. Протягом ста років у селі не було ніяких медичних закладів, серед населення ширились епідемічні захворювання. Наприклад, у 1899 році від різних хвороб померло 383 чоловіка, у тому числі 243 дитини. Земську лікарню на 12 ліжок відкрито лише на початку XX ст. Працювали у ній лікар, 2 фельдшери й акушерка. Лікарня обслуговувала дільницю з населенням понад ЗО тис. чоловік. Не дивно, що середня тривалість життя селян Берестового на цей час становила 21,2 року.
Відкрите 1854 року однокласне міністерське училище охоплювало всього 133 учні. На клопотання Берестівської общини за рішенням Бердянських повітових земських зборів восени 1876 року в селі відкрили друге однокласне земське училище, а через два роки — третє. 1900 року, коли в селі налічувалося 14 тис. жителів, навчалося лише 563 учні, 1478 дітей шкільного віку залишалося поза школою. Протягом 1900—1905 рр. земство відкрило в селі ще три початкові однокласні школи, у всіх школах вчилося менше половини дітей. Та більшість з них через півроку залишала школу, бо кожній трудовій сім'ї потрібні були робочі руки.
Трудящі Берестового примножували, розвивали самобутню народну культуру. Майстерні вишивальниці прикрашали чудовими візерунками рушники, сорочки тощо. Родини гончарів виготовляли розмальовані миски, глечики, горщики, макітри, дитячі іграшки.
На початку 1925 року в селі налічувалося 2393 двори, де проживало 13,6 тис. чоловік.

## Населення
Згідно з переписом УРСР 1989 року чисельність наявного населення села становила 2971 особа, з яких 1316 чоловіків та 1655 жінок.
За переписом населення України 2001 року в селі мешкало 2800 осіб.

### Мова
Розподіл населення за рідною мовою за даними перепису 2001 року:
| Мова       | Відсоток |
| ---------- | -------- |
| українська | 93,35 %  |
| російська  | 6,12 %   |
| вірменська | 0,21 %   |
| білоруська | 0,18 %   |
| болгарська | 0,11 %   |

## Економіка
- «Ім. Шевченка», агрофірма, ПП.
- Агроцех № 5.

## Археологія
У районі села Берестове знаходиться курган з похованням зрубної культури епохи пізньої бронзи (XIII — ХІІ століття до нашої ери).

## Відомі люди
- Кириленко Іван Григорович — український політик, народний депутат України.
- Коломійцев Данило Васильович (1866—1918) — публіцист, поет, редактор-видавець громадського, економічного, літературного та політичного часопису «Тавричанин».
- Григорій Пилипович Дерев'янко (1899-?) Рядовий 3-го Запорізького пішого полку Армії УНР